# Federazione di softball di Guernsey
La Federazione di Guernsey di softball (eng. Guernsey Softball Association) è un'organizzazione fondata per governare la pratica del softball a Guernsey.
Organizza il campionato di softball di Guernseyo, e pone sotto la propria egida la nazionale di softball femminile.